# Peresîpkî, Putîvl
Peresîpkî (în ucraineană Пересипки) este un sat în comuna Zinove din raionul Putîvl, regiunea Sumî, Ucraina.

## Demografie
Componența lingvistică a localității Peresîpkî
     Ucraineană (81,52%)
     Rusă (18,48%)
Conform recensământului din 2001, majoritatea populației localității Peresîpkî era vorbitoare de ucraineană (81,52%), existând în minoritate și vorbitori de rusă (18,48%).